# 2,4-Dibromanisol
2,4-Dibromanisol ist eine chemische Verbindung, die sich sowohl vom Anisol als auch von den Dibrombenzolen ableitet.

## Darstellung
2,4-Dibromanisol kann aus 2,4-Dibromphenol durch Methylierung mit Dimethylsulfat dargestellt werden.